# Шарурски рејон
Шарурски рејон (азер. Şərur rayonu), једна је од 78 административно-територијалних јединица Азербејџана и једна од 8 територијалних јединица Нахичеванске АР. Административни центар рејона се налази у граду Шарур. 
Шарурски рејон обухвата површину од 812 km² и има 95.086 становника (подаци из 2005). 
Административно, рејон се даље дели у 64 мање општине.